# سیارک ۵۵۲۲۱
سیارک ۵۵۲۲۱ (به انگلیسی: 55221 Nancynoblitt، نامگذاری:2001RM63) پنجاه و پنج هزار و دویست و بیست و یکمین سیارک کشف شده‌است که در ۱۱ سپتامبر ۲۰۰۱ کشف شد.